# Siebel Si 201
Le Siebel Si 201 est un prototype d’avion de reconnaissance développé en Allemagne nazie peu avant la Seconde Guerre mondiale.